# Colonial Conquest
Colonial Conquest est un jeu vidéo de stratégie au tour par tour créé par Dan Cermak et publié par Strategic Simulations en 1985 sur Commodore 64 et Atari 8-bit, puis porté sur Apple II en 1986 et sur Atari ST en 1987. Pour le concevoir, son créateur s’est principalement inspiré du jeu de plateau Risk. Le jeu se déroule à la fin du XIXe siècle et permet aux joueurs de contrôler l’une des six grandes puissances de l’époque – l’Angleterre, l’Allemagne, la France, les États-Unis, le Japon et la Russie – pour tenter de conquérir le monde. Chacun à leur tour, les joueurs gèrent leur nation, d’abord sur le plan politique et diplomatique, puis sur le plan militaire. À sa sortie, Colonial Conquest est salué par la presse spécialisée qui le compare souvent à son modèle et qui note que, par rapport à ce dernier, il est plus réaliste et plus riche. Si certains critiques notent qu’il ne s’agit pas d’une véritable simulation historique de l’ère coloniale, la plupart s’accordent pour le décrire comme un excellent jeu, notamment à plusieurs, facile à prendre en main mais difficile à maitriser. Il est particulièrement encensé par le magazine Family Computing qui lui décerne notamment le titre de meilleur jeu de l’année.

## Système de jeu
Le jeu propose trois types de scénario. Les deux premiers se déroulent à la fin du XIXe siècle et voient six grandes puissances (l’Angleterre, l’Allemagne, la France, les États-Unis, le Japon et la Russie) s’affronter, soit en ne contrôlant au départ que leur territoire national, soit dans des conditions correspondant à la réalité historique. Le troisième scénario débute en 1914 et simule les affrontements de la Première Guerre mondiale entre l’Allemagne, la Russie, la France et l’Angleterre. Chaque nation peut être contrôlée par un joueur ou par l’ordinateur et a pour objectif de conquérir le monde. Le jeu se déroule au tour par tour, chacun d’eux étant divisé en deux phases : politique et militaire. La première phase permet d’abord d’envoyer des espions afin d’obtenir des informations sur les nations concurrentes. Elle permet également d’allouer des fonds pour déstabiliser une nation, verser des pots de vin, organiser un coup d’état ou soutenir un pays afin d’obtenir sa reconnaissance. Enfin cette phase permet de recruter des troupes, de construire des navires et de renforcer les unités existantes. La deuxième phase permet de déplacer ses troupes, que ce soit sur terre ou sur mer. Elle permet également d’entamer des conflits avec d’autres nations. A la fin de chaque tour, l’ordinateur comptabilise les points obtenus par chaque nations et détermine si l’une d’elles a remporté la partie.

## Développement et publication
Pour concevoir Colonial Conquest, Dan Cermak s’inspire principalement du jeu de plateau Risk. Insatisfait de la simplicité de ce dernier, il imagine en effet son propre jeu de plateau, qu’il fait peu à peu évoluer jusqu’à avoir l’opportunité de l’adapter dans son premier jeu sur ordinateur, qu’il baptise Colonial Conquest. Le jeu est publié par Strategic Simulations en juillet 1985 sur Atari 8-bit et Commodore 64 ,. Il est ensuite porté sur Apple II en mars 1986 puis sur Atari ST en mars 1987,.

## Remake
Le code source du jeu originel a été décompilé puis réécrit en langage haut niveau par Kroah à partir de 2005. Plusieurs améliorations ont été apportées au jeu (éditeur de cartes, statistiques, jouabilité) sans pour autant le dénaturer, gardant par exemple les graphismes d'époque ou reproduisant le comportement de l'intelligence artificielle (AI).
Ce remake dispose notamment d'un mode multijoueur en réseau local ou par internet.

## Accueil
| Colonial Conquest     |      |       |
| Média                 | Pays | Notes |
| Commodore User        | US   | 8/10  |
| CVG                   | US   | 8/10  |
| Computer Gamer        | US   | 78 %  |
| Computer Gaming World | US   | 3,5/5 |
| Gen4                  | FR   | 100 % |
| Tilt                  | FR   | 4/6   |

Le journaliste Steve Panak, du magazine Analog Computing, compare Colonial Conquest au jeu de société Risk et note que, par rapport à ce dernier, il est plus réaliste, prend en compte plus de paramètres, propose plus d’options et a l’avantage de ne pas nécessiter de lancers de dés pour la résolution des combats. Il note en revanche que comme Risk, le jeu n’est amusant que s’il est joué par de nombreuses personnes et que l’ordinateur ne joue finalement qu’un rôle d’arbitre, même s'il peut contrôler un des pays majeurs. Il explique également que les graphismes sont plus que moyens mais ajoute que pour ce type de jeu, ce n’est pas un problème majeur, et que l’excellente conception du jeu compense largement ce défaut. Globalement, il le considère donc comme un excellent jeu à plusieurs, grâce notamment à l’introduction de nouvelles subtilités, par rapport à Risk, qui le rendent plus amusant, excitant et réaliste. Pour Stewart McKames, du magazine Computer Gaming World, Colonial Conquest n’est pas une simulation réaliste de l’ère coloniale mais simplement un jeu amusant et difficile pour un ou plusieurs joueurs. S’il a la saveur liée à cette période, il est également facile à prendre en main et donne aux joueurs, qu’ils soient diplomates ou guerriers, de nombreuses opportunités pour trahir leurs adversaires, conquérir des territoires et bâtir un empire. Robbie Robberson, du magazine The Space Gamer, partage son avis et explique que les joueurs qui s’attendent à une simulation de l’ère coloniale risquent d’être déçus par le jeu, qui ressemble plus à Risk qu’à une véritable simulation des évènements historiques de l’époque. Il le considère malgré tout comme un bon jeu, qui se révèle très amusant, notamment à cinq ou six. Tom Health, du magazine Computer Gamer, compare lui aussi le jeu à Risk et Diplomacy et note que, par rapport à ces derniers, le jeu va beaucoup plus loin, ce qui en fait d’après lui un superbe jeu de stratégie qu’il juge indispensable pour tous les empereurs en herbe. Pour James Delson du magazine Family Computing, Colonial Conquest est le programme le plus fascinant, le plus provocant et le plus intrigant de l’année. D’après lui, il combine en effet les meilleurs éléments de Diplomacy, de Geopolitique 1990, de Incunabula et du jeu de plateau Risk dans une simulation politique, économique et militaire facile à prendre en main mais difficile à maîtriser. Il note en plus que les adversaires contrôlés par le programme sont les plus sophistiqués qu’il ait rencontrés depuis ceux de Rails West! et conclut en affirmant qu’il est son jeu préféré de l’année et qu’il est indispensable pour tous les joueurs sérieux. Dans le palmarès de l'année 1985 du magazine Family Computing, James Delson le désigne donc logiquement comme le meilleur jeu de l'année, à égalité avec Galactic Adventures. Il réitère alors les compliments précédemment énoncés dans sa critique et conclut qu'il comparera les nouveaux jeux à ce dernier pendant un certain temps.
Après sa sortie en France, Colonial Conquest est testé en 1986 par le magazine Tilt dans un dossier consacré aux wargames. L'auteur du test estime qu'il offre un bon compromis entre wargames et simulation. Il le considère comme un « bon jeu » qui est « facile d'accès » et qui peut donc plaire à n'importe quel joueur. Pour le magazine Jeux et Stratégie, Colonial Conquest est un jeu complexe mais facile d'accès, ce qui « devrait le rendre immédiatement populaire, comme ce fut le cas pour [...] Risk et Diplomacy ».